# Anisographe nigromaculata
Anisographe nigromaculata är en fjärilsart som beskrevs av W. Warren 1903. Anisographe nigromaculata ingår i släktet Anisographe och familjen mätare. Inga underarter finns listade i Catalogue of Life.